# Vegas de Matute
Pour les articles homonymes, voir Matute (homonymie).
Vegas de Matute est une commune de la province de Ségovie dans la communauté autonome de Castille-et-León en Espagne.

## Géographie

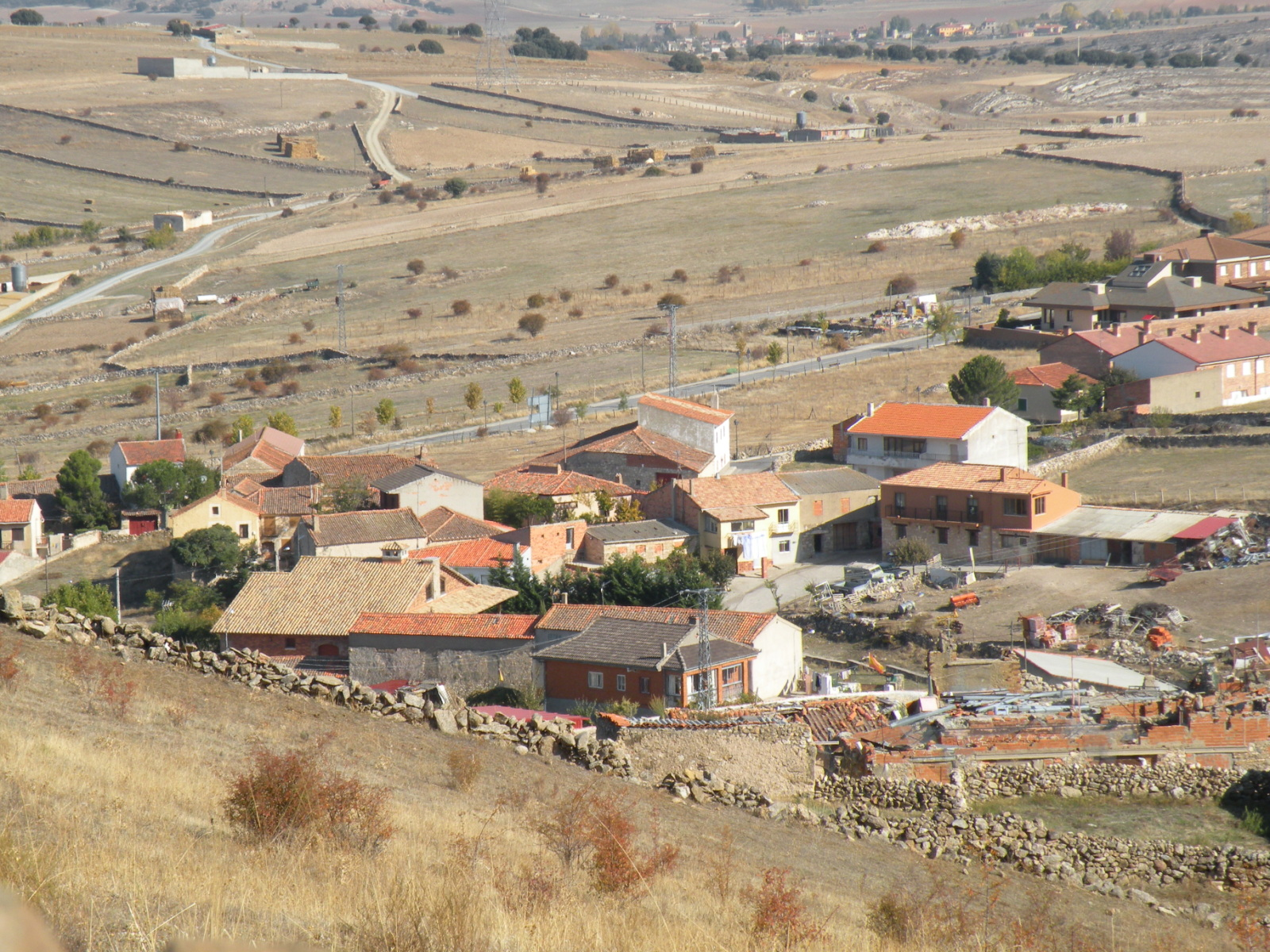
Vue du village à une autre saison.

## Sites et patrimoine
- Église Santo Tomás de Canterbury
- Chapelle Nuestra Señora |Église Santo Tomás de Canterbury.de Matute
- Chapelle San Roque
- Palais des comtes de Giraldeli
- Ruines de Nuestra Señora del Rosario

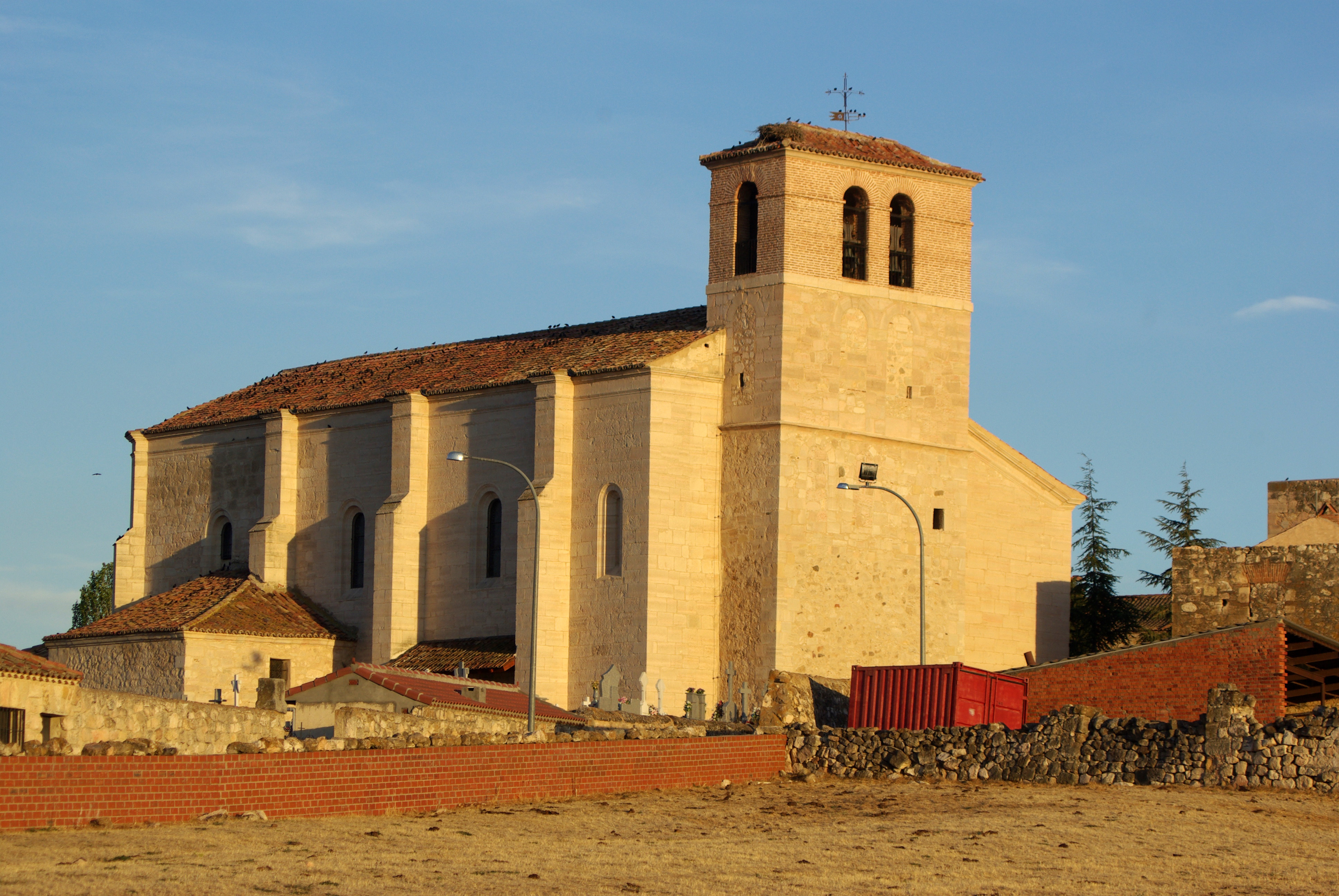
Église Santo Tomás de Canterbury.
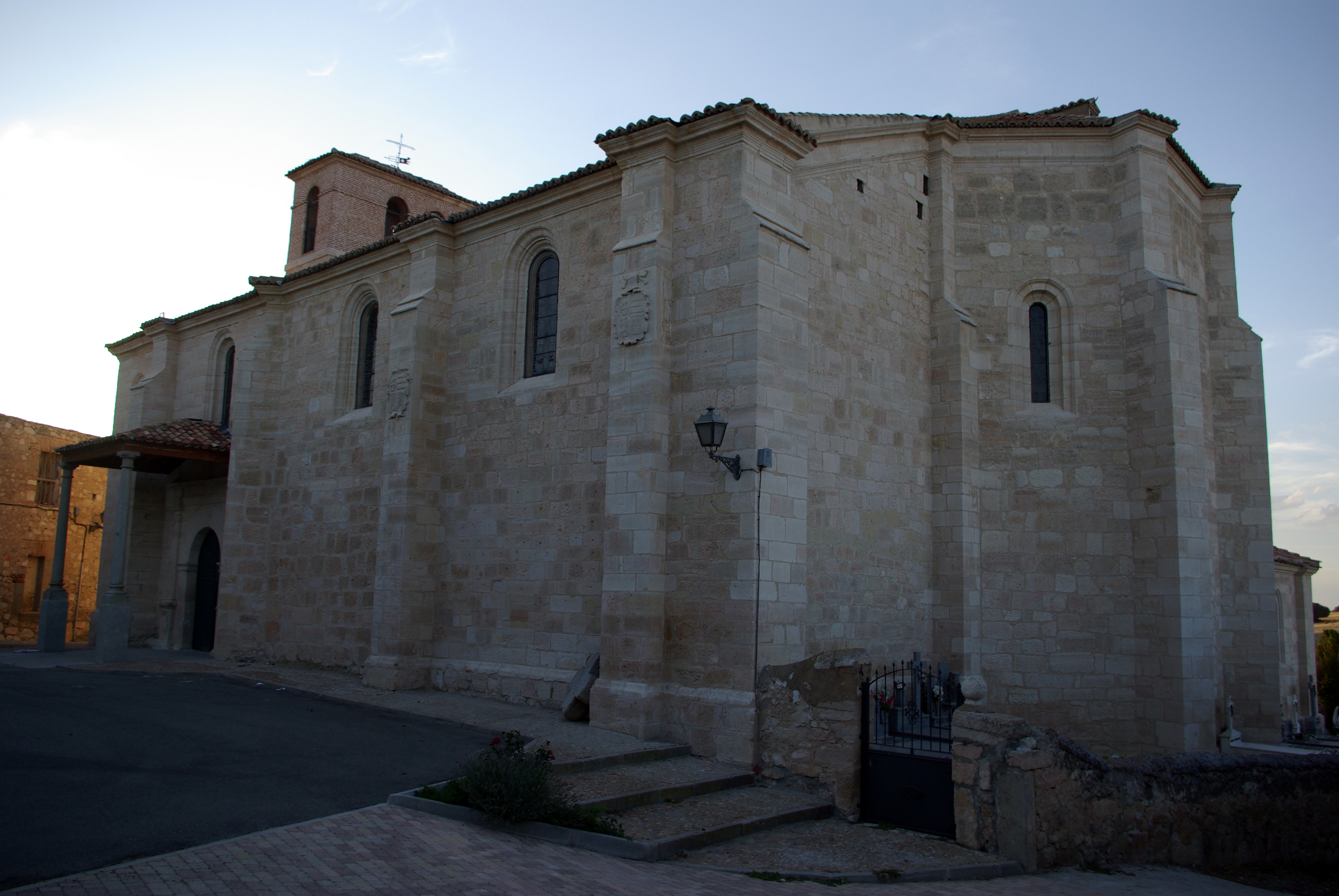
Église Santo Tomás de Canterbury.
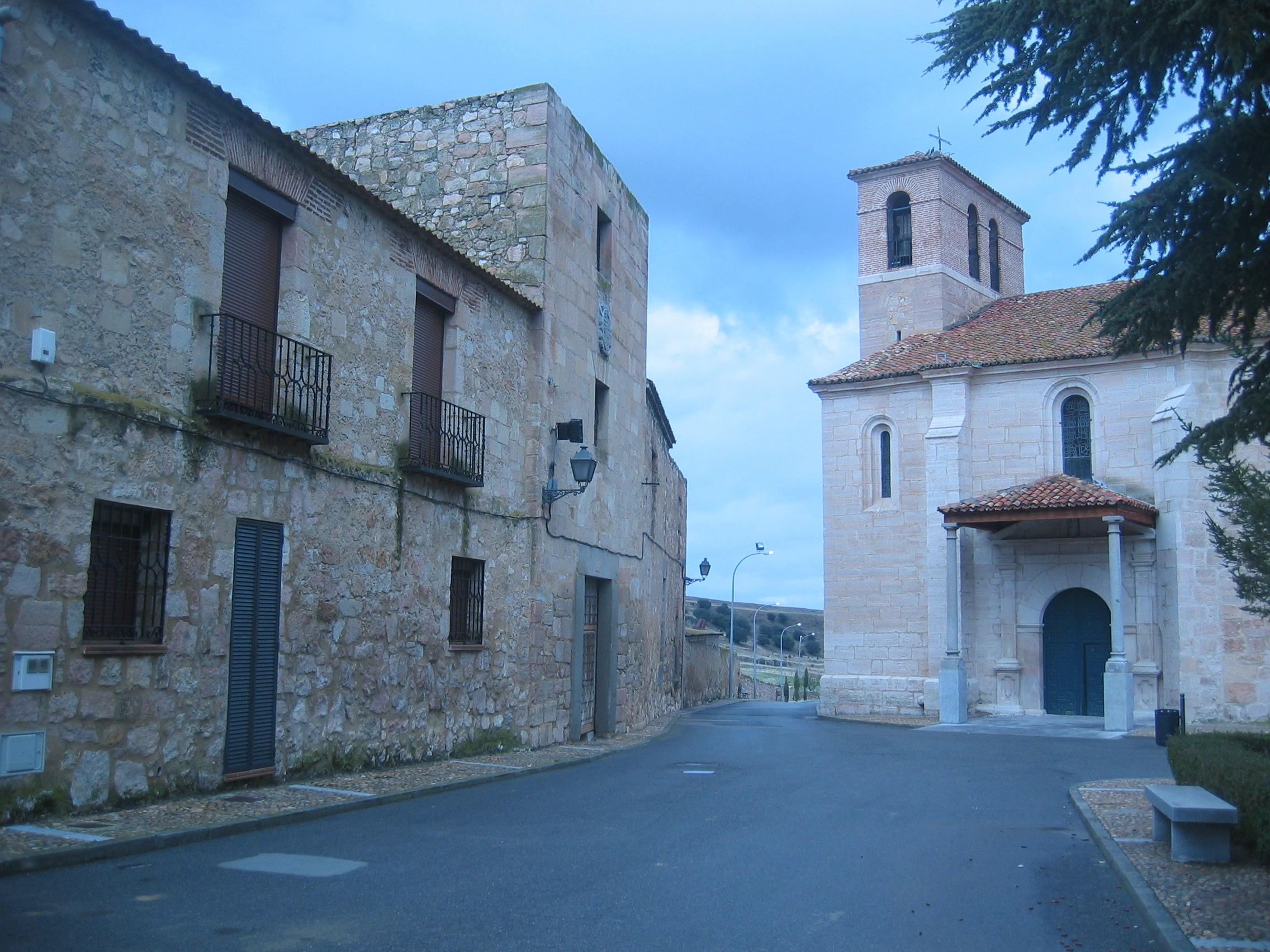
Église Santo Tomás de Canterbury et tour sur la gauche.